# 三·三一惨案
三·三一惨案是1927年3月31日发生于中国重庆的一起政治屠杀事件，是中国国民党清党的一部分。当时四川国民党左派和中共重庆地委组织群众2万余人在七星岗打枪坝召开“重庆各界反对英帝炮击南京市民大会”，遭到四川军阀刘湘派人镇压，造成数百人死亡、逾千人受伤。

## 背景
1925年五卅惨案后，中国共产党四川地方委员会在重庆成立。1926年春，中共四川地委成员和李筱亭等国民党左派在重庆组织中国国民党四川临时党部（因位于重庆莲花池，又称“莲花池省党部”）。1926年11月25日，中国共产党四川省第一次代表大会以“中国国民党四川省第一次代表大会”的名义在重庆中山学校召开，从组织上与石青阳等国民党右派成立的四川特别党部（因位于重庆杨柳街总土地，又称“总土地省党部”）划清界限。此后，中共四川地委领导四川各地的罢工、劳资谈判等斗争。同时莲花池省党部也颁布了《四川省农民运动宣传大纲》等文件支持四川各区县兴起的农民运动。
1927年，南京事件爆发。3月24日，英美军舰炮轰南京，即三·二四惨案。3月31日上午，在打枪坝召开“重庆各界反对英帝炮击南京市民大会”，两万余人参加大会。11时许，大会开始前，主席台遭到排枪射击。人群出口被枪弹阻击，同时出现踩踏，至下午2时结束，死亡三百余人，重伤七八百人，轻伤“不计其数”，伤者逾千人。
因三三一惨案而遇害的人物包括：
- 漆南薰：“重庆各界反对英帝炮击南京市民大会”主席团执行主席、国民革命军第二十军三师政治部主任。当场被抓住，后遭毒打，又被剔牙、割舌、剖腹、乱刀杀死，抛尸两路口荒郊。
- 冉钧：中共重庆地执委组织部主任、国民革命军第二十军三师党务科长。惨案发生时在工人纠察队掩护下逃脱出城，后于当晚回城准备善后事宜，翌日（4月1日）在七星岗蜈蚣岭遭枪杀。
- 杨闇公：中共重庆地执委军委书记。在乘船离开途中被捕，后于4月6日在佛图关遭受酷刑后被枪杀。
- 陈达三：国民党（左派）四川省党部监察委员。在惨案当场被射杀[8]。

## 纪念建筑和烈士墓葬
- 「331」慘案紀念碑，位于重庆市渝中区
- 「331」殉難志士紀念碑，位于重庆市江北区五里店
- 331殉難志士墓地，位于位于重庆市江北区五里店曹家坪
- 李遠蓉墓，位于重庆市九龙坡区
- 漆南薰墓，位于重庆市江津区
- 冉均墓，位于重庆市江津区
- 陳達三墓，位于重庆市铜梁区